# Forcelles-Saint-Gorgon
Forcelles-Saint-Gorgon település Franciaországban, Meurthe-et-Moselle megyében. Lakosainak száma 159 fő (2022. január 1.). Forcelles-Saint-Gorgon Chaouilley, Praye, Quevilloncourt, Tantonville és Vroncourt községekkel határos.

## Népesség
A település népességének változása:
| Lakosok száma | 146  | 133  | 153  | 143  | 165  | 159  | 143  | 138  | 140  | 159  |
|               | 1968 | 1982 | 1990 | 2006 | 2013 | 2015 | 2017 | 2019 | 2020 | 2022 |